# تشوي جين-هو
تشوي جين-هو (هانغل: 최요셉) هو لاعب كرة قدم كوري جنوبي في مركز الهجوم، ولد في 22 سبتمبر 1989 في كوريا الجنوبية. لعب مع نادي بوسان أي بارك.

## وصلات خارجية
- تشوي جين-هو على موقع دوري كوريا الجنوبية (الإنجليزية)
- تشوي جين-هو على موقع قاعدة بيانات كرة القدم.إي يو (الإنجليزية)
- تشوي جين-هو على موقع Soccerway.com (الإنجليزية)